# Paul Lemeteyer
Paul Lemeteyer, né le 4 juin 1942 à Nantes, est un coureur cycliste français. Professionnel de 1965 à 1969, il a notamment remporté une étape du Tour de France 1967.

## Biographie
Paul Lemeteyer devient coureur professionnel en 1965 au sein de l'équipe Ford France-Gitane.

## Palmarès

### Palmarès amateur
- 1959
  -  Champion de France sur route juniors
- 1961
  -  Médaillé d'or du contre-la-montre par équipes des Jeux de l'Amitié
  - Grand Prix Pierre Le Doaré
  - 2e du Circuit des Deux Provinces
- 1963
  -  Médaillé d'or du contre-la-montre par équipes des Jeux de l'Amitié
  - Champion d'Île-de-France sur route
  - 2e du championnat de France des sociétés
  - 2e du Grand Prix de l'Équipe et du CV 19e
  - 3e de Paris-Évreux
  - 3e de Paris-Pacy
  - 3e de Paris-Dreux
  -  Médaillé de bronze de la course en ligne des Jeux de l'Amitié
  - 7e du championnat du monde sur route amateurs
- 1964
  - Paris-Ézy
  - 5e et 9e étapes du Tour de Tunisie
  - 2e de Paris-Barentin
  - 2e du championnat de France sur route amateurs
  - 2e du championnat de France des sociétés
  - 2e du Grand Prix de l'Équipe et du CV 19e

### Palmarès professionnel
| - 1965 - 2ea étape du Critérium du Dauphiné libéré - 3e du Grand Prix de Saint-Raphaël - 1966 - 3e étape du Grand Prix du Midi libre - 2e des Boucles de la Seine - 3e de Paris-Tours - 4e du Grand Prix du Midi libre - 1967 - 3e étape des Quatre Jours de Dunkerque - 21e étape du Tour de France | - 1968 - Trofeo Jaumendreu - 4e étape de la Semaine catalane - 2e du Trofeo Mariano Cañardo - 9e de Paris-Tours - 1969 - 3e du Circuit de la Vienne |  |

## Résultats sur les grands tours

### Tour de France
3 participations
- 1967 : 78e, vainqueur de la 31e étape
- 1968 : abandon (12e étape)
- 1969 : hors délais (6e étape)

### Tour d'Italie
1 participation 
- 1967 : abandon

### Tour d'Espagne
2 participations
- 1965 : 45e
- 1967 : 43e